# Тренчанські Теплиці
Тренчанські Теплиці (словац. Trenčianske Teplice) — місто, громада округу Тренчин, Тренчинський край. Кадастрова площа громади — 10.45 км².
Населення 4149 осіб (станом на 31 грудня 2020 року).

## Історія
Тренчанські Теплиці вперше згадується 1379 року.

## Населення
| Рік:            | 1994. | 2004.   | 2014.   | 2024.   |
| --------------- | ----- | ------- | ------- | ------- |
| Кількість осіб: | 4569  | 4297    | 4130    | 3909    |
| Різниця:        |       | -5,95 % | -3,88 % | -5,35 % |

| Рік:            | 2023. | 2024.   |
| --------------- | ----- | ------- |
| Кількість осіб: | 3908  | 3909    |
| Різниця:        |       | +0,02 % |